# Устьевский сельский округ (Рязанская область)
У́стьевский се́льский о́круг — упразднённая административно-территориальная единица, существовавшая на территории Сасовского района Рязанской области до 2004 г.
Административный центр — село Устье.

## История
Законом Рязанской области от 07.10.2004 № 96-ОЗ на территории четырёх сельских округов — Устьевского, Глядковского, Огарёво-Почковского и Темгеневского — было образовано одно муниципальное образование — Глядковское сельское поселение. Административный центр Устье утратил свои полномочия. Управление было перенесено в село Глядково.

## Административное устройство
В состав Устьевского сельского округа входили 3 населённых пункта:
1. с. Устье — административный центр
2. с. Истлеево
3. с. Мыс Доброй Надежды.